# Castelbelforte
Castelbelforte (lombardul: Castèi) település Olaszországban, Lombardia régióban, Mantova megyében. Lakosainak száma 3258 fő (2023. január 1.). Castelbelforte Bigarello, Erbè, Roverbella, San Giorgio Bigarello, Sorga és Trevenzuolo községekkel határos.

## Népesség
A település lakossága az elmúlt években az alábbi módon változott:
| Lakosok száma | 3247 | 3192 | 3258 |
|               | 2017 | 2018 | 2023 |